# Древние расы
Предте́чи или дре́вние ра́сы — собирательное название для группы вымышленных и гипотетических цивилизаций, описанных в различных художественных произведениях — в основном научно-фантастических и, реже, историографических трудах. Понятие встречается достаточно часто и, как правило, обозначает цивилизацию (как вариант — разумный биологический вид), существовавшую в определённом месте в определённое время в прошлом и оставившую после себя какие-ибо следы (артефакты).

## Основные черты описания
Согласно некоторым произведениям, данные цивилизации исчезли — вымерли или мигрировали, — или скрываются от современных цивилизаций. Например, во вселенной Звёздных Врат так поступают ноксы или фёрлинги. Либо, напротив, принимают активное участие в развитии молодых цивилизаций, как это во вселенной «Вавилона-5» делают ворлоны.
Как правило, они технологически очень высокоразвиты, а их знания и возможности кажутся другим почти безграничными. Иногда в их отношении применим третий закон Кларка: «Всякая достаточно развитая технология неотличима от магии», — и вывод из него: «Всякое достаточно развитое разумное существо неотличимо от бога». Часто в подобных работах описываются приключения, связанные с исследованием артефактов древних высокоразвитых цивилизаций. В некоторых работах такая древняя цивилизация погибла или мигрировала в неизвестном направлении по неустановленным причинам, оставив после себя только артефакты. В других же иногда описывается контакт или взаимоотношения с подобной цивилизацией. В некоторых работах такая цивилизаций выступает экзистенциальным противником.

## Примеры работ
| Расы                                                                           | Авторы                            | Произведения                                                          |
| ------------------------------------------------------------------------------ | --------------------------------- | --------------------------------------------------------------------- |
| Ксили                                                                          | Стивен Бакстер                    | вселенная Ксили                                                       |
| Прародители                                                                    | Дэвид Брин                        | литературный цикл «Сага о возвышении»                                 |
| Икстль                                                                         | Альфред ван Вогт                  | «Путешествие космического Бигля»                                      |
| Калебан                                                                        | Фрэнк Герберт                     | книги «Звезда под бичом» и «Эксперимент Досади»                       |
| Создатели монолитов                                                            | Артур Кларк                       | серия «Космическая одиссея»                                           |
| Старцы, Великая Раса Йит, Ми-го                                                | Говард Лавкрафт                   | литературный цикл «Мифы Ктулху»                                       |
| Кукольники Пирсона, Внешние, Тринты, Тнуктипы, Пак, Создатели Кольца           | Ларри Нивен                       | литературная серия «Известный космос»                                 |
| Предтечи                                                                       | Андре Нортон                      | цикл «Предтечи»                                                       |
| Хичи                                                                           | Фредерик Пол                      | «Врата»                                                               |
| Веретенники, Колёсники, Палеотехи, Ч-Тхоны, Р-И-М-А-Х                          | Терри Пратчетт                    | Страта                                                                |
| Предтечи                                                                       | Аластер Рейнольдс                 | «Дом Солнц»                                                           |
| Подавители                                                                     | Аластер Рейнольдс                 | «Пространство откровения»                                             |
| Альдената                                                                      | Джон Ринго                        | «Наследие Альденаты»                                                  |
| Аризийцы, Эддориане                                                            | Эдвард Смит                       | «Линзмен»                                                             |
| Джиджаки                                                                       | Роберт Сойер                      | трилогия «Восход Квинтаглио»                                          |
| Властители, ещё более древние Создатели                                        | Филип Фармер                      | литературный цикл «Многоярусный мир»                                  |
| Марковиане                                                                     | Джек Чалкер                       | «Полночь у Колодца Душ»                                               |
| Строители                                                                      | Чарльз Шеффилд                    | вселенная Наследия                                                    |
| Древние Галактиание                                                            | Джеймс Шмиц                       | «Наследие»                                                            |
| Древние                                                                        | Пирс Энтони                       | серия книг «Скопление»                                                |
| Странники                                                                      | братья Стругацкие                 | серия книг «Мир Полудня»                                              |
| Прелюдии                                                                       | Олег Синицын                      | романы «Скалолазка», «Скалолазка и Последний из Седьмой колыбели»     |
| Вики                                                                           | Сергей Тармашев                   | цикл «Древний»                                                        |
| Раката                                                                         | Джордж Лукас                      | вселенная «Звёздных войн»                                             |
| Древние селекционеры                                                           | Сусукэ Канэко                     | фильмы «Гамера: Защитник Вселенной» и «Гамера 3: Месть Ирис»          |
| Крелл                                                                          |                                   | фильм «Запретная планета»                                             |
| Марсиане                                                                       | Брайан Де Пальма                  | фильм «Миссия на Марс»                                                |
| Миндачивы                                                                      | Люк Бессон                        | фильм «Пятый элемент»                                                 |
| Космические жокеи (инженеры)                                                   | Ридли Скотт, Г. Р. Гигер          | серия фильмов «Чужой»                                                 |
| Туманность Ламбент Кит, Дух Бездны                                             | Джин Родденберри                  | сериал «Андромеда»                                                    |
| Лориен, Ворлон, Тени, Рука, Инопланетяне из третьего пространства, Изначальные | Джозеф Майкл Стражински           | сериал «Вавилон-5» и его спин-оффы                                    |
| Повелители времени, Великие Древние, Нестин, Великие Вампиры, Ракносс          | Сидни Ньюмен                      | сериал «Доктор Кто» и его спин-оффы                                   |
| Древние, Фёрлинги, Ноксы, Азгарды, Орай                                        | Брэд Райт и Джонатан Гласснер     | сериалы вселенной «Звёздных врат»                                     |
| Древние, Хранители, Q                                                          | Джин Родденберри                  | сериалы вселенной «Звёздного пути»                                    |
| Древние, Строители                                                             | Рокни О’Бэннон                    | сериал «На краю Вселенной»                                            |
| Зубастильонцы                                                                  | «20th Century Fox», Мэтт Грейнинг | мультсериал «Футурама»                                                |
| Первородная раса                                                               | Gainax, Ёсиюки Садамото           | Евангелион                                                            |
| Небожители (Целестиалы), Наблюдатели                                           | Marvel Comics                     | комиксы Марвел                                                        |
| Стражи вселенной, Новые боги                                                   | DC Comics                         | комиксы DC                                                            |
| Ису (Первая Цивилизация; Те, кто пришёл раньше; Предтечи)                      | Ubisoft                           | серия игр «Assassin's Creed»                                          |
| Эльнофей, Альдмеры, Двемеры, Айлейды, Кимеры и др.                             | Bethesda Softworks                | серия игр «The Elder Scrolls»                                         |
| Стражи                                                                         | Frontier Developments             | игра «Elite Dangerous»                                                |
| Вечные                                                                         | Amplitude Studios                 | игра Endless Space                                                    |
| Цетра                                                                          | Squaresoft                        | игры «Final Fantasy VII» и «Final Fantasy VIII»                       |
| Фал'си                                                                         | Square Enix                       | игра «Final Fantasy XIII»                                             |
| Даам К’Вааш                                                                    | Digital Anvil                     | игра «Freelancer»                                                     |
| Древние, Шиваны                                                                | Volition, Inc.                    | игра «Freespace»                                                      |
| Арноры, Повелители Страха                                                      | Stardock                          | серия игр Galactic Civilizations                                      |
| Солон                                                                          | Digital Reality                   | игра «Haegemonia: Legions of Iron»                                    |
| Предшественники, Предтечи                                                      | Bungie                            | серия игр «Halo»                                                      |
| Прародители, Бентузи                                                           | Relic Entertainment               | игра «Homeworld»                                                      |
| Иннусанон, Той'хан, Протеане, Левиафаны                                        | BioWare                           | серия игр «Mass Effect»                                               |
| Джжаро, У’ркнкакнтер                                                           |                                   | Marathon                                                              |
| Орионцы, антареанцы                                                            | Стивен Барсиа (Simtex)            | игра «Master of Orion»                                                |
| Древние, Породители                                                            | Джон Ван Кэнегем                  | серия компьютерных ролевых игр «Might & Magic»                        |
| Создатели                                                                      | Mithis Entertainment              | игра «Nexus: The Jupiter Incident»                                    |
| Прародители                                                                    | Firaxis Games                     | игра «Sid Meier's Alpha Centauri»                                     |
| Древние                                                                        | Chucklefish                       | игра «Starbound»                                                      |
| Предтечи, Вечные                                                               | Toys for Bob                      | игра «Star Control»                                                   |
| Зел-нага                                                                       | Blizzard Entertainment            | серия игр «StarCraft»                                                 |
| Предтечи, Ангорцы, Чужие                                                       | xBow Software, Elite Games Team   | игра «Star Wolves»                                                    |
| Сайбрекс, Первая лига, Ирассианцы, Вультаум, Юуты, Баол, Зрони                 | Paradox Interactive               | игра «Stellaris»                                                      |
| Предтечи                                                                       | Unknown Worlds Entertainment      | игра «Subnautica»                                                     |
| Морриги, суулиги (суул’ки, вид Y, Великие хозяева, Кричащие)                   | Kerberos Productions              | игра «Sword of the Stars»                                             |
| Орокин                                                                         | Digital Extremes                  | игра «Warframe»                                                       |
| Древние                                                                        | Egosoft                           | игра «Вселенная X»                                                    |
| Зодчие                                                                         | Nikita                            | игра «Паркан: Железная стратегия»                                     |
|                                                                                | Орион                             | игра «Патриот»                                                        |
| Древние                                                                        | Games Workshop                    | серии настольных игр «Warhammer Fantasy Battles» и «Warhammer 40,000» |
| Великие                                                                        | Грег Фаршти                       | вселенная «Бионикл»                                                   |